# Bruvno
Bruvno falu Horvátországban Zára megyében. Közigazgatásilag Gračachoz tartozik.

## Fekvése
Zárától légvonalban 61, közúton 77 km-re, községközpontjától 13 km-re északra, Lika déli részén fekszik.

## Története
A régészeti leletek tanúsága szerint területén már a történelem előtti időkben is éltek emberek. A gyér középkori források ezen a területen nem jeleznek várat. Ennek első ábrázolása Radoslav Lopašićnak a horvát Unamentét ábrázoló térképén található. A török uralom előtti létezését erősíti az a tény, hogy a 17. század elején már török katonai parancsnokság székhelye volt. Ivan Kukuljević a 19. század közepén a várat a régi határőrparancsnoki szálláshely fölé helyezi, amely megfelel a Szent Péter templom feletti 786 méteres magaslatnak. Ezen a helyen azonban ma csak buja növényzet található, várnak semmilyen nyoma nem látszik. A vár formáját csak egy régészeti ásatás tisztázhatná. A vártól nyugatra eső területet régen Selištének nevezték, mely azt is jelzi, hogy a török kiűzése után 1699 körül ide települt az új, pravoszláv lakosság. Templomukat 1860-ban építették. A településnek 1857-ben 2350, 1910-ben 1379 lakosa volt. Az első világháború után előbb a Szerb-Horvát-Szlovén Királyság, majd Jugoszlávia része lett. 1991-ben a falu csaknem teljes lakossága szerb nemzetiségű volt. Lakói még ez évben csatlakoztak a Krajinai Szerb Köztársasághoz. A horvát hadsereg 1995 augusztusában a Vihar hadművelet során foglalta vissza a települést. Szerb lakói elmenekültek. A településnek 2011-ben 92 lakosa volt.

## Lakosság
| Lakosság változása | Lakosság változása | Lakosság változása | Lakosság változása | Lakosság változása | Lakosság változása | Lakosság változása | Lakosság változása | Lakosság változása | Lakosság változása | Lakosság változása | Lakosság változása | Lakosság változása | Lakosság változása | Lakosság változása | Lakosság változása |
| ------------------ | ------------------ | ------------------ | ------------------ | ------------------ | ------------------ | ------------------ | ------------------ | ------------------ | ------------------ | ------------------ | ------------------ | ------------------ | ------------------ | ------------------ | ------------------ |
| 1857               | 1869               | 1880               | 1890               | 1900               | 1910               | 1921               | 1931               | 1948               | 1953               | 1961               | 1971               | 1981               | 1991               | 2001               | 2011               |
| 2.350              | 1.343              | 1.137              | 1.266              | 1.414              | 1.379              | 1.421              | 1.347              | 834                | 836                | 818                | 610                | 432                | 292                | 55                 | 92                 |

## Nevezetességei
- Középkori várhely a Sveti Petar feletti Gradina nevű magaslaton. A falu határában ezen kívül még három ókori és középkori várrom található.
- Crni Lugnál a Grumila-hegyen történelem előtti romok találhatók.
- Podčazbina régészeti lelőhely.
- Keresztelő Szent János tiszteletére szentelt szerb pravoszláv temploma[5] 1860-ban épült. A II. világháború idején súlyosan megrongálódott, újjáépítése 1989-ben kezdődött. A bruvnoi ortodox temetőben, egy régebbi épület alapjain építtette Jovana Preteče, amit a hajó déli falán található kőtábla felirata bizonyít. Neoklasszicista stílusban épült egyhajós hosszúkás épületként, sokszögletű szentéllyel és a főhomlokzat felett emelkedő harangtoronnyal. A főhomlokzaton egy félköríves bejárati portálon át jutunk be a narthexbe, amelyet egy pár masszív, négyzet alaprajzú pillér választ el a hajótól. A narthexet kétkarú lépcső köti össze a kórussal. A kórus akkora, mint a narthex, és egy egyszerű, tömör tufából készült korláttal határolták el. A hajó belsejét négy lizénapár és gerendapár osztja négy mezőre, melyeket sekély boltmezőket boltoznak. A szentélyt kettős diadalív választja el a hajótól. A diadalív két oldalán lévő oldalpilaszterekben a régi ikonosztáz nyomai láthatók, amely azonban nem maradt fenn. A sokszögű oltárteret három hosszúkás, félköríves kivitelű ablak tagolja, alatta hét négyszögletes vakfülke sorakozik, melyek közül az első és a hetedik valamivel mélyebb. A szentély boltozatát egy boltöv két, tufából készült mezőre tagolja. Az oltárasztal (oltármenza) egyszerű kő, falazott, vakolt talapzattal. A templomban minden falfelület vakolt, helyenként egy egyszerű díszes kéttónusú festmény maradványai, valamint a kék égbolt a csillagokkal ábrázolása maradt fenn. A padló nagy téglalap alakú kőlapokból készült. A főhajó középső része a narthex padlójához és az oltártérhez képest egy lépcsővel lejjebb kerül. A főhomlokzatot három mezőre osztják a lizénák. Az első mezőt a földszinten egy hosszúkás, íves kivitelű portál tagolja. Az oldalsó mezőkben félköríves kivitelű vakfülke, a középső mező felett pedig négyzetes alaprajzú harangtorony található, mely függőlegesen három, gipszből készült egyszerű profilos koszorúval elválasztott mezőre tagolódik. A második mezőben az oromzónában és a portál tengelyében egy kisebb körablak található, a harmadik mezőben pedig mind a négy oldalon monoforámák vannak kialakítva a harangok számára.
- Az Otuča-patakon öt malom található.
- Több településrészén (Obradovići, Plećaši, Graovo, Podurljaj stb.) találhatók a népi építészet jellegzetes példái.
- Természeti látványosság a Gutešin-hegycsúcs dolomitsziklái.